# Дэк Рэмбо
Дэк Рэ́мбо (англ. Dack Rambo, наст. имя Но́рман Джей Рэ́мбо (англ. Norman Jay Rambo), 13 ноября 1941 — 21 марта 1994) — американский актёр.

## Жизнь и карьера
Дэк Рэмбо родился под именем Норман Джей Рэмбо в Эрлимант, штат Калифорния. У него был брат-близнец, также актёр Орман Рэй, профессионально известный как Дирк Рэмбо. В 1962 году оба брата дебютировали как актёры после того как Лоретта Янг пригласила их в свой комедийный сериал «Шоу Лоретты Янг». В феврале 1967 года его брат погиб в автокатастрофе в двадцатипятилетнем возрасте. В том же году Дэк Рэмбо получил главную роль в телесериале-вестерне «Пушки Уилла Смоллета», где снимался два последующих года, а после снялся в недолго просуществовавшем сериале «Грязная Салли», спин-оффе «Дымок из ствола» с Жанетт Нолан.
Дэк Рэмбо добился наибольшей известности благодаря роли Джека Юинга в телесериале «Даллас», где он снимался с 1985 по 1987 год. За год до «Далласа» он сыграл роль любовника героини Морган Фэйрчайлд в телесериале «Бумажные куклы», а также в мыльной опере «Все мои дети» (1982—1983). Он также был гостем в таких сериалах как «Ангелы Чарли», «Остров фантазий», «Отель» и «Она написала убийство», а на большом экране появился в фильме 1981 года «Богатые и знаменитые».
В 1990—1991 годах Рэмбо снимался в дневной мыльной опере «Другой мир». В августе 1991 года он узнал, что является ВИЧ-позитивным, вскоре уйдя из профессии и публично заявив о своей бисексуальности. Скончался в 1994 году в возрасте пятидесяти двух лет от осложнений СПИДа.